# Giorgi IV. Lascha
Giorgi IV. Lascha (georgisch გიორგი IV ლაშა; * 1193; † 18. Januar 1223) war von 1213 bis 1223 König von Georgien.

## Leben
Er war ein Sohn der Königin Tamara und David Soslans. Um 1205 zum Mitregenten seiner Mutter ernannt, war er mit 20 Jahren der Alleinherrscher Georgiens. Kaum hatte er den Thron bestiegen, versuchten verschiedene Vasallenstaaten wie Gandscha sowie später Nachitschewan die Unabhängigkeit zu erreichen und stellten ihre Tributzahlungen ein. Sofort wurde das siegesgewohnte georgische Heer in Bewegung gesetzt. Die abtrünnigen Vasallen mussten wieder die Oberhoheit Georgiens anerkennen.
Ab 1214 wurden weitere armenische Territorien erobert, so 1214 das Fürstentum Chatschen und 1219/20 die Provinz Siunik. Weiterhin wurden Gebiete um Nachitschewan besetzt. Feldzüge gegen Ahlat endeten siegreich. Unter Giorgi IV. hatte Georgien seine größte territoriale Ausdehnung erreicht, trotz innerer Konflikte mit dem hohen Feudaladel. Noch einten aber König und Adel gemeinsame Ziele, wie die Landesverteidigung und die Eroberung neuer Territorien.
Doch 1220 standen viel gefährlichere Feinde vor den Grenzen Georgiens, die Mongolen Dschingis Khans. Eine erste militärische Auseinandersetzung verlief schlecht für die Georgier. Auch im Januar und Ende 1221 zogen sie erneut den Kürzeren. In der dritten Schlacht wurde das mongolische Heer aber so dezimiert, dass es abzog. Der Chronist Grigor spricht von zwei Schlachten, wonach das georgische Heer zunächst unterlag, jedoch herbeigeeilte Truppen des Feldherrn Vahram Gageli die Mongolen in einer zweiten Schlacht besiegten und zur Umkehr zwangen. König Giorgi wurde in dieser Schlacht verwundet.
Am 18. Januar 1223 verstarb Giorgi plötzlich und hinterließ nur einen unmündigen, unehelichen Sohn, der später als David VII. Ulu in die Geschichte einging. Für ihn sollte zunächst Giorgis Schwester, Rusudan die Regentschaft führen, aber auf Grund der Minderjährigkeit Davids krönte der Hochadel Rusudan zur Königin (1223–1245).